# Saturnuskruisende planetoïde

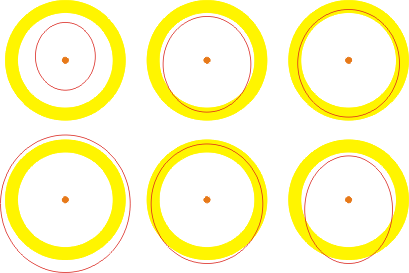
De baan van de planetoïde in rood en de baan van de planeet in geel. Binnenscheerder: bovenaan midden;
Buitenscheerder: onderaan midden;
Kruiser: onderaan rechts;
Co-orbitaal: bovenaan rechts

Een Saturnuskruisende planetoïde of Saturnuskruiser is een planetoïde waarvan de baan die van de planeet Saturnus kruist. Hieronder de lijst van genummerde Saturnuskruisers die vanaf 2005 benoemd werden. Er is slechts een "binnenscheerder" (944 Hidalgo) en er zijn geen "buitenscheerders" of "co-orbitalen" bekend. Bijna alle kruisers zijn Centaur-planetoïden. 20461 Dioretsa en (15504) 1999 RG33 zijn damocloïden.

## Lijst
Nota: † = binnenscheerder
- 944 Hidalgo †
- 2060 Chiron
- 5145 Pholus
- 5335 Damocles
- 8405 Asbolus
- (15504) 1999 RG33
- 20461 Dioretsa
- 31824 Elatus
- 32532 Thereus
- 37117 Narcissus
- 52872 Okyrhoe
- 60558 Echeclus
- (63252) 2001 BL41
- (65407) 2002 RP120